# Ah tabai
Ah tabai, también llamado Ah-tabai o Itakay, es el nombre que alude a una criatura y divinidad de la mitología maya, cuya leyenda está un poco vigente sobre todo en Cobá, Quintana Roo (México). La leyenda contemporánea cuenta la aparición de uno o varios espíritus con la apariencia de un hombre guapo que se manifiesta por las noches, seduciendo a las mujeres para eventualmente darles un destructivo final.
En la antigüedad o tiempos precolombinos, antes del concepto de su monstruosidad, era una divinidad maya de la caza y era el encargado de la protección de los animales. Según la mitología maya, estaba vinculado con una unión de otras deidades, como con Ixchel y Itzamna.

## Leyenda
Según la leyenda, el Ah tabai se trata de un fantasma o demonio que habita en las ceibas o en los yaxché a la espera de víctimas, que son generalmente mujeres. Cuando su presa está próxima o muy cerca de estos árboles, se materializa bajo la forma de un hombre amerindio sumamente atractivo, guapo y musculoso, que la incita a acercársele o a abrazarlo a través de su atractiva figura para tener relaciones sexuales. De esta manera, con sus encantos masculinos, seduce a la víctima y, luego de que la tiene atrapada en sus brazos, finalmente se transforma en una criatura demoníaca perturbadora u horripilante, que termina por devorarla o despedazarla. En otras versiones, si la víctima va corriendo hacia él, al estar muy cerca de él y antes del tacto, la entidad se transforma casi de inmediato.
Luego de darle muerte a la desdichada, lleva el alma de su presa al Xibalbá, el inframundo maya, para ofrecérselo al dios Ah Puch o Kisín a modo de ofrenda. También no solo es uno, sino múltiples, que incluso pueden cooperar entre ellos para no permitir escapar a su víctima. También se le establece como un hombre que embruja a las mujeres para luego matarlas o perderlas en la selva. Por lo tanto, también es considerado como la versión masculina de la Xtabay. 
Aunque por lo general sus víctimas son mayor y principalmente mujeres, asimismo hay otra versión que dice el Ah tabai succiona o se lleva la energía vital de los hombres, causándoles una serie de consecuencias fatales que van desde la depresión y el desánimo hasta quedar literalmente "jugados" (inútiles). 
En términos más antiguos, fue el dios de la caza, la agricultura y protector de los animales, el cual también era conocido como Acanum-zuhuy o Yum Kaax.

## Etimología
El origen del vocablo es un tanto sencillo de conocer, puesto que está compuesto por el idioma maya. La partícula ah en idioma maya, en este caso, hace referencia a una persona o algo que se ocupa de algo, puesto a que significa 'de/persona que se ocupa de'; la palabra táab se traduce como 'amarre, cuerda' y bai como 'acariciar, seducir'. Por lo que se puede apreciar, su nombre alude a su calidad de engañar y/o seducir a la gente; cuyo nombre significa 'hombre acariciador', 'el engañador', 'el que engaña' o 'el que se ocupa de seducir'. 
No obstante, también se asegura que deriva o puede provenir de ah tab, que significa "verdugo" o "el de la soga".

## Como deidad en la mitología
Conocido como el hijo de Itzamna e Ix Chel en algunos mitos, Ah Tabai, antiguamente como mencionado Yum Kaax o el señor de los bosques, era el más joven de los dioses y diosas mayas. Y es interesante que, aunque a menudo se le representa con motivos de maíz, Yum Kaax no debe ser confundido con el dios del maíz (o Dios E). Más bien la deidad, como su nombre indica, era venerada como guardiana del bosque y protectora de la vida silvestre, tanto de la flora como de la fauna que vivían en él. 
A menudo representado con un elaborado tocado de maíz o una maceta con mazorcas de maíz en la mano, Yum Kaax fue posiblemente venerado tanto por agricultores como por cazadores. La primera conexión alude a cómo este dios maya también fue rezado como una deidad de la agricultura, tanto que muchos ofrecían sus primeras cosechas a la deidad del bosque. En cuanto al segundo, los cazadores tenían que ofrecer oraciones y rituales especiales para recibir el permiso y la guía de Yum Kaax para tener fortuna en la caza, especialmente cuando cazaban ciervos.
Ah-Tabai surge como una deidad venerada, venerada como guardiana de la naturaleza, maestra de la caza y símbolo de los instintos primarios. Su nombre resuena en los textos sagrados de los Libros de Chilam Balam, donde se tejen relatos de reverencia y asombro. Embárquese en un viaje al misterioso reino de Ah-Tabai, donde el bosque susurra secretos y la caza resuena en los pasillos del tiempo.
Ah-Tabai, también conocido como Sip, ocupa un lugar destacado en el vibrante tapiz de los dioses mayas, encarnando la esencia de la caza y sirviendo como guardián del reino animal. Conecta con los cazadores, simbolizando el delicado equilibrio entre el sustento y la reverencia por la naturaleza. Los orígenes de Ah-Tabai se entrelazan tanto con el mundo natural como con el reino celestial, lo que le otorga un lugar significativo dentro del panteón de los dioses mayas. Al ahondar en las profundidades de la tradición de Ah-Tabai, se descubre un ser multifacético que encarna facetas de la creación, la muerte y el renacimiento.

#### Rasgos físicos
Ah-Tabai encarna el espíritu mismo de la naturaleza salvaje; su forma recuerda a la de una figura ágil y musculosa adornada con plumas y hojas. Sus ojos, que recuerdan a charcas de obsidiana, contienen la sabiduría acumulada de incontables cacerías, mientras que su piel lleva las marcas distintivas de los jaguares, un testimonio de su feroz gracia, grabada en su ser. Con cada movimiento, el bosque se agita en reverencia y las hojas crujen para rendir homenaje a su esquivo protector.
En las distintas regiones y épocas mayas, las representaciones de Ah-Tabai varían. Algunas esculturas lo presentan como un formidable guerrero, envuelto en pieles de animales y adornado con herramientas de caza, a menudo acompañado de jaguares, ciervos y conejos, símbolos de su profunda conexión con el reino animal. Por el contrario, otras representaciones lo representan como una figura joven y ágil, que encarna la rapidez y la agilidad de las criaturas que vigila. Cabe destacar que la representación de Ah-Tabai rara vez permanece fija, lo que refleja las diversas interpretaciones de su presencia y poder a lo largo del tiempo y cultura.

#### Familia
El linaje de Ah-Tabai está profundamente entrelazado con las antiguas raíces del panteón maya, y se remonta a la unión de Ixchel, la diosa de la Luna, e Itzamná, el Creador Supremo. De esta unión divina, Ah-Tabai heredó la esencia mística del reino lunar y el vigor primordial de la creación. Su propia existencia sirve como puente entre los reinos, uniendo lo celestial y lo terrenal, encarnando así la conexión entre lo mundano y lo divino.
Dentro del intrincado tapiz del panteón maya, el linaje preciso de Ah-Tabai sigue siendo un tema de debate y misterio. Algunas fuentes atribuyen sus orígenes al dios creador Itzamná, entrelazándolo con las fuerzas fundamentales de la vida y el orden. Otras lo ubican en compañía de Hunab Ku, la deidad creadora suprema, lo que sugiere un papel fundamental en el mantenimiento del equilibrio cósmico. Aunque las conexiones familiares exactas eluden una definición clara, la asociación de Ah-Tabai con el acto de la creación subraya su papel indispensable en el fomento de las civilizaciones tanto humana como animal.

#### Otros nombres
A lo largo de toda la extensión mesoamericana, Ah-Tabai se pone una serie de máscaras, cada una de las cuales refleja un aspecto distinto de su personalidad divina. Su nombre resuena en los bosques sagrados, compartido en voz baja por chamanes y cazadores por igual. Entre los diversos apelativos que se le atribuyen, algunos lo aclaman como Ah-Uncir-Dz'acab, el hábil curandero que alivia las heridas con hierbas del bosque, mientras que otros lo veneran como Ah-Wink-Ir-Masa, el guardián vigilante de las criaturas salvajes, en particular los ágiles ciervos. Estos diversos epítetos revelan diferentes facetas de su naturaleza multifacética.
Más allá de los títulos familiares de Ah-Tabai y Sip, abundan los rumores sobre su influencia bajo otros nombres. “Hun Ahau”, traducido como “Un Ciervo”, lo vincula íntimamente con la santidad del ciervo, una fuente crucial de sustento para el pueblo maya. Además, su alineación con la constelación celestial de Orión le ha otorgado la designación de “Hun Batz'”, el Murciélago Único, estableciendo paralelismos entre su silueta de murciélago y la destreza de la criatura en la caza nocturna.
Otros de los nombres que se le da es “Ah tab” o “Acanum-zuhuy”.

#### Poderes y habilidades
La maestría de Ah-Tabai reside en su profunda conexión con las energías primarias que recorren el mundo natural. Sus flechas se elevan con una precisión infalible, aparentemente guiadas por manos invisibles. A medida que se adentra en las profundidades del bosque, los habitantes de la naturaleza no lo perciben como una amenaza, sino como un aliado. Sus sentidos se extienden mucho más allá de las limitaciones mortales; el latido del corazón de un conejo resuena en sus oídos a leguas de distancia. Los cuentos antiguos resuenan con relatos de su comunión con los espíritus de las bestias, buscando su sabiduría y guía en la búsqueda de la caza.
Sin embargo, es su metamorfosis la que lo eleva a un reino aparte. Cuando la luna asciende a su máximo esplendor, Ah-Tabai sufre una profunda transformación y se fusiona a la perfección con la esencia del jaguar. Sus extremidades se alargan, sus ojos brillan con una ferocidad indómita y atraviesa la maleza con una fluidez similar a la de una sombra. En esta forma primigenia, encarna la esencia misma del sigilo y la ferocidad, un testimonio viviente del delicado equilibrio entre depredador y presa.
Ah-Tabai personifica la combinación de habilidad y sabiduría esencial para una cacería exitosa. Otorga a los cazadores el don de una vista aguda, agilidad y un conocimiento profundo del comportamiento animal. Su influencia benévola asegura que la persecución de la presa se lleve a cabo con reverencia y equilibrio, garantizando la perpetuación del reino animal al tiempo que se satisfacen las necesidades de la humanidad. Más allá de su destreza física, Ah-Tabai tiene dominio sobre el ciclo eterno de la vida y la muerte, asegurando un ritmo continuo dentro del tapiz del mundo natural. Las leyendas susurradas hablan de su notable capacidad para cambiar de forma a diversas formas animales, lo que le otorga una visión incomparable de sus movimientos y aboga incansablemente por su bienestar.

#### Influencia de la época moderna
La esencia de Ah-Tabai habita en los corazones de quienes deambulan por los senderos del bosque en busca de la comunión con el mundo natural. Los cazadores invocan su nombre en busca de una presa fructífera, mientras que los curanderos le ofrecen oraciones cuando atienden a criaturas heridas. Incluso en medio de las bulliciosas metrópolis donde los rascacielos se imponen en lugar de los templos antiguos, la presencia de Ah-Tabai perdura: un susurro de instintos primarios en medio de una era digital.
Su rostro adorna los equipos de caza modernos y sirve como un conmovedor recordatorio del solemne deber que tienen los cazadores hacia los animales que persiguen. Las iniciativas de conservación se inspiran en su vigilante protección de la vida silvestre, abogando por prácticas sostenibles que salvaguarden la existencia continua de varias especies. Además, su legado trasciende los confines geográficos e inspira a una gran cantidad de artistas, escritores e incluso desarrolladores de videojuegos, todos los cuales rinden homenaje a su íntima conexión con la naturaleza y la caza.

## En la cultura popular
En el videojuego llamado Assassin's Creed IV: Black Flag, podemos ver a un famoso personaje con el mismo nombre, el cual está basado en este demonio o divinidad. También salió a la venta un juguete de este personaje del videojuego.